# Lomariopsis prieuriana
Lomariopsis prieuriana är en ormbunkeart som beskrevs av Fée. Lomariopsis prieuriana ingår i släktet Lomariopsis och familjen Lomariopsidaceae. Inga underarter finns listade.